# 확장성 심근병증
확장성 심근병증(擴張性心筋病症, 영어: dilated cardiomyopathy, DCM)은 심장이 확장하여 피를 효율적으로 내보내지 못하는 질병을 말한다. 확장성 심장근육병증, 확장형 심근병증, 확장성 심근증, 확장성 심근병으로도 부른다. 심장 기능이 감소하여 허파, 간, 기타 신체 체계에 영향을 미칠 수 있다.
확장성 심근병증은 주로 심근에 영향을 미치는 질병군인 심근증의 하나이다. 각기 다른 심근증은 각기 다른 병인이 있으며 각기 다른 방식으로 심장에 영향을 준다. 확장성 심근병증의 경우 심근의 일부가 확장하며, 종종 명백한 원인이 없는 경우가 있다.

## 증상
- 호흡곤란
- 실신
- 협심증 (관상동맥질환의 경우에만)
- 가슴에 간헐적이거나 지속적인 은근하고 묵직한 통증이나 운동시 가슴을 찌르는 듯한 통증

## 치료
코엔자임 Q10이 심부전 치료에 긍정적인 영향을 준다는 증거가 일부 있다.